# Dick Blick
Dick Blick (Los Ángeles, Estados Unidos, 29 de julio de 1940) es un nadador estadounidense retirado especializado en pruebas de estilo libre, donde consiguió ser campeón olímpico en 1960 en los 4x200 metros.

## Carrera deportiva
En los Juegos Olímpicos de Roma 1960 ganó la medalla de oro en los relevos de 4x200 metros estilo libre, con un tiempo 8:10.2 segundos que fue récord del mundo, por delante de Japón y Australia (bronce); sus compañeros de equipo fueron los nadadores: George Harrison, Mike Troy y Jeff Farrell.